# Gotse Dèltxev
Gotse Dèltxev (en búlgar: Гоце Делчев) és una ciutat de la província de Blagòevgrad a Bulgària. Té una població de 23.573 habitants. Fins al 1950 el seu nom era Nevrekop o Newrekop, en búlgar Неврокоп, Nevrokópi, en grec Νευροκοπι i en turc Nevrekop; Sota domini otomà fou un kaza del sandjak de Serres (Syar o Siroz) al vilayat de Salònica (Selanik). Prop de la ciutat (a 9 km) es conserven les restes de la muralla de la citat antiga construïdes en temps dels romans al segle II després de victòries sobre els dacis i quan la població s'anomenava Nicopolis ad Mestum; fins al 1986 hi va haver una excavació arqueològica que es va aturar per manca de fons. La ciutat està situada en una gran plana entre les muntanyes Rodope i Pirin a una altura de 565 metres i a 20 km de la frontera amb Grècia; el riu Mesta o Kara Su passa a pocs quilòmetres a l'est.

## Municipalitat
La ciutat de Gotse Dèltxev és el centre de la municipalitat del mateix nom que inclou les següents 13 poblacions:
| - Banichan - Borovo - Breznitsa - Bukovo - Delchevo - Dobrotino - Dragostin - Gospodintsi - Gotse Dèltxev - Kornitsa - Lazhnitsa - Musomishta - Sredna - Koprivlen |

## Història
Nicopolis ad Mestum (a vegades erròniament Nicopolis ad Nestum) fou un establiment romà de Tràcia a la riba del riu Mesta (Mestum) fundada per l'emperador Trajà després de la victòria sobre els dacis el 105-106. Les excavacions han posat a la llum les muralles, alguns edificis i túmuls; s'han fet diverses troballes incloent un relleu d'un cavaller traci, una estàtua d'Hermes, monedes, joies, vidres, bronzes i ceràmiques una part dels quals està al museu local. A la rodalia s'han trobat restes de dues basíliques cristianes del segle IV amb notables terres de mosaics decorats. Les monedes locals foren emeses sota Caracal·la i Geta amb els caps d'aquests emperadors (algun amb Júlia Domna) i a l'altre costat Tyche, Hygieia, Ares, Nemesis, etc. Algunes monedes de Nicopolis ad Istrum a la baixa Mèsia van ser confoses amb les de Nicopolis ad Mestum.
Vers el segle VI la població fou destruïda pels eslaus però fou reconstruïda entre el segle ix i el X a l'entorn d'un castell segurament bastit sobre l'antiga fortalesa romana. Fins al segle xi fou seu d'un bisbat. Entre 1374 i 1383 fou conquerida pels otomans, però no apareix esmentada a les fonts otomanes fins al 1445 quan era una població cristiana amb 137 famílies (600 habitants); al cap d'uns anys havia doblat població (265 famílies o 1250 habitants) amb 12 famílies musulmanes però entre 1454 i 1517 s'hi van establir molts musulmans i el 1517 tenia 167 famílies musulmanes i 319 cristianes (total 2070 habitants). El 1529 tenia uns 4000 habitants; el 1570 la proporció s'havia alterat i eren 318 famílies musulmanes i 186 cristianes, potser en part degut a conversions (14% de conversos). Des del 1622 es coneixen els noms dels bisbes ortodoxos de la ciutat però el bisbat ja existia el segle anterior. Al segle xvii l'expansió de la ciutat es va alentir. Evliya Çelebi la va visitar i descriure. Vers el 1825 es va construir la darrera mesquita.
El 1900 el kaza de Nevrokop tenia 123 pobles i 12.500 habitants musulmans turcòfons i 26.960 pomacs (musulmans bulgaròfons) i 35.310 cristians. El 1908 la ciutat tenia 5900 habitants (3865 turcs, 490 altres musulmans, 595 cristians ortodoxos i 900 cristians búlgars) i la població del kaza era de 51.000 cristians contra 83.000 musulmans. El 1912 la ciutat fou ocupada per Bulgària provocant l'emigració dels musulmans substituïts per refugiats búlgars procedents de territoris ocupats pels grecs. El 1926 hi havia 1.057 musulmans i 5.882 búlgars; el 1934 els musulmans eren 824 i els búlgars cristians 7.726. Les mesquites van desaparèixer progressivament. El 1973 els pomacs van patir una campanya per esdevenir búlgars i molts foren deportats a la Bulgària del nord rebent noms búlgars; el 1985 van patir una nova campanya d'assimilació; van poder retornar vers el 1990, però en lloc de refermar la seva identitat pomac es van convertir majoritàriament en musulmans turcs i van aprendre la llengua turca en lloc del búlgar que parlaven; es van proclamar descendents dels petxenegs i cumans bulgaritzats. Entre 1991 i 1992 tota la regió fou objecte de grans construccions particulars per reconstruir les cases dels pomacs així com les mesquites destruïdes. El 1978 tenia 17.805 habitants.

## Personatges notables
- Aleksandar Pramatarski - polític
- Georgi Bakalov - historiador
- Ilko Pirgov - futbolista
- Ilko Semerdzhiev - ex ministre
- Mariana Karpatova - cantant d'òpera
- Nikolay Dobrev (1947–1999) - politic comunista
- Nikolina Chakardakova - cantant
- Serkan Ceylan - científic
- Atanas Samandov - General

## Galeria

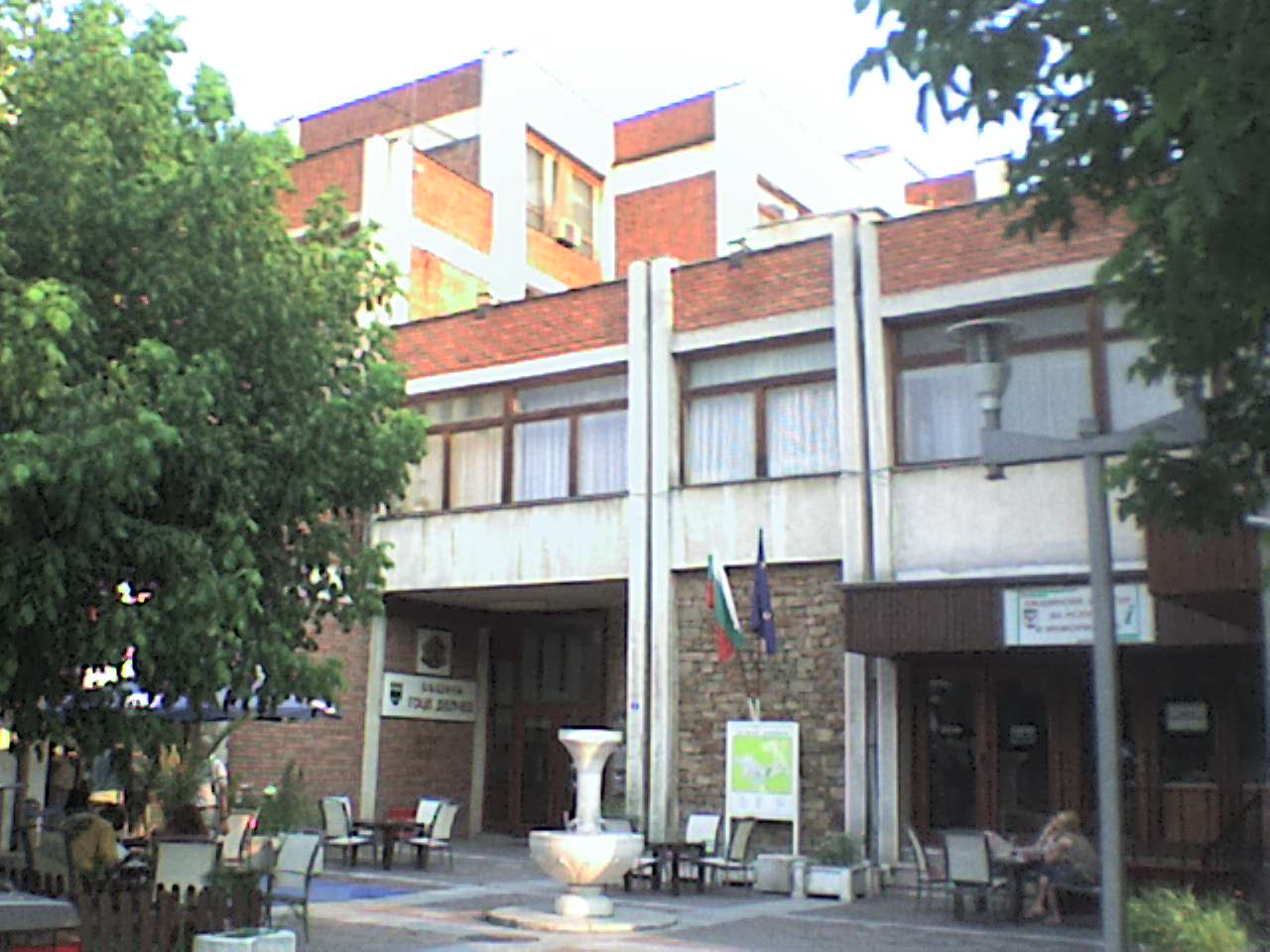
Alcaldia de Gotse Dèltxev
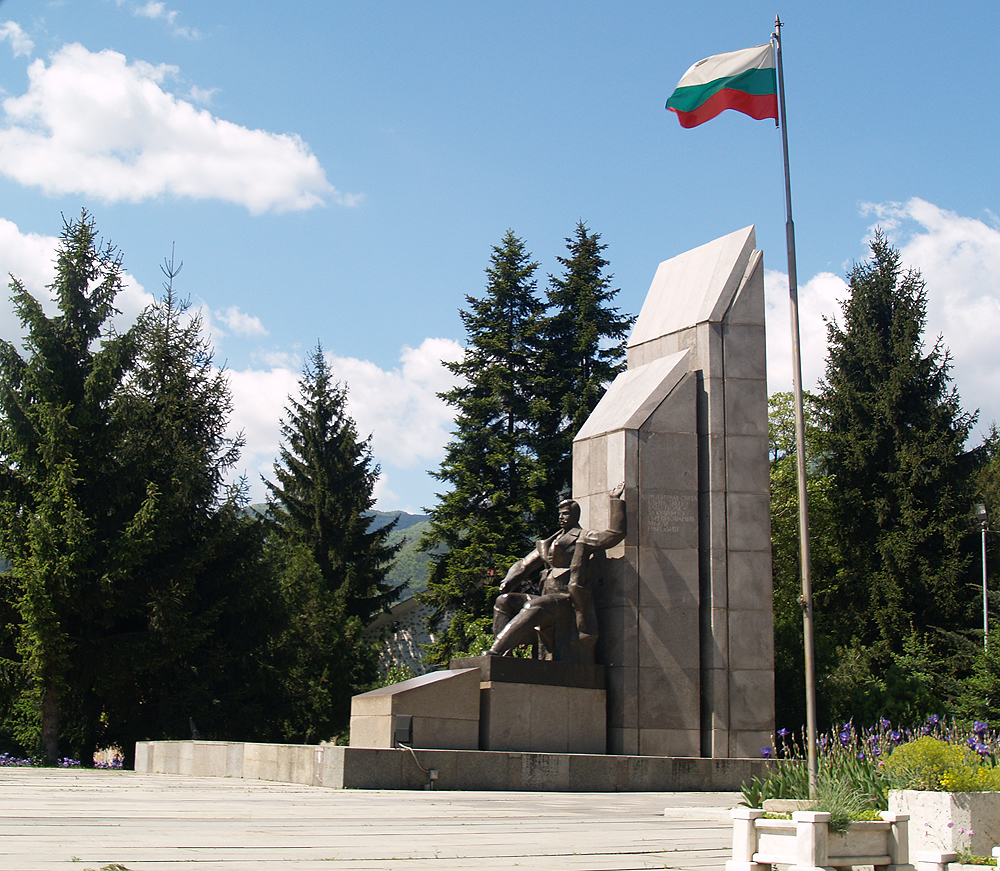
Monument a Gotse Dèltxev